# Varlamoffite
La varlamoffite è un minerale.